# Дружини охорони природи
Дружи́ни охоро́ни приро́ди (ДОП) — добровільні молодіжні природоохоронні об'єднання, як правило, існуючі на біологічних факультетах університетів. ДОП займаються активною природоохоронною діяльністю — боротьбою з браконьєрством, створенням заказників і  пам'яток природи,  екологічною освітою, захистом зелених насаджень міст.

## Історія руху дружин охорони природи
Перша ДОП з'явилася на біологічному факультеті  Московського державного університету у грудні 1960 року. Студентський рух за охорону природи в радянський період започаткували студенти Одеського університету-за ініціативу проф.Пузанова була створена група "Любители природы". Перші ДОП в  Україні були організовані на біологічних факультетах  Київського і  Харківського університетів, Харківського педагогічного інституту в 1969 році. У 1972р. відбулася перша конференція ДОП Радянського Союзу. 1980-і роки є періодом найвищого розквіту руху дружин охорони природи. У  Росії їх налічувалося близько 80, в Україні — близько 20, і близько 5 — в  Білорусі. Щорічно проводилися семінари та конференції дружин, їх діяльність координувалася спеціальними міждружинними програмами — «Ялина» (охорона новорічних ялинок), «Заказники» (створення охоронюваних природних територій), «Постріл» (боротьба з браконьєрством), «Фауна» (охорона рідкісних видів тварин), «Трибуна» (природоохоронна пропаганда). Кілька дружинників в ту пору під час рейдів загинули від рук браконьєрів.

## Дружини охорони природи в Україні
В 1980-х роки в Україні діяли ДОП «Ленінський дозор» біофаку Київського університету (створена в 1969 р.), ДОП біофаку Харківського університету (створена в 1969 р.), ДОП біофаку Донецького університету (створена в 1977 р.), а також ДОП у Дніпропетровському, Львівському університетах, Київському, Вінницькому,Харківському педінститутах та інших вишах України.
У 1983 р. було створено Координаційно-методичну раду ДОП УРСР, яку очолив відомий природоохоронець, професор Київського університету  О. П. Корнєєв. До середини 1990-х, у зв'язку з економічними труднощами і низкою інших причин, дружини охорони природи припинили в Україні своє існування.
Їх відродження відбулось на початку 2000-х років. У 2001 р. була відтворена ДОП на біологічному факультеті Київського національного університету, яка отримала назву ДОП «Зелене майбутнє» і незабаром перетворилася на загальноміську київську ДОП. Знову були відтворені ДОП у Харківському, Сімферопольському університетах і ряді інших вишів.
Члени українських ДОП активно беруть участь в операції «Первоцвіт», боротьбі з рибним і мисливським браконьєрством, організовують охоронювані природні території, проводять семінари та Школи молодого дружинника. Багато випускників ДОП є в даний час є активними членами екологічного руху України.

## Ресурси Інтернету
- Исторія руху студентських природоохоронних дружин України в документах і спогадах http://www.ecoethics.ru/old/b28/ [Архівовано 28 квітня 2014 у Wayback Machine.]
- ДОП «Зелене майбутнє» http://pryroda.in.ua/dop-kyiv/ [Архівовано 19 травня 2013 у Wayback Machine.]
- Програма «Фауна» http://www.ecoethics.ru/old/b62/25.html [Архівовано 21 липня 2010 у Wayback Machine.]
- Курс молодого бійця ДОП http://www.ecoethics.ru/old/b62/ [Архівовано 23 січня 2016 у Wayback Machine.]